# 别所长治
別所長治（1558年（有異說）－1580年2月2日）是日本戰國時代至安土桃山時代的武將和大名。父親是別所安治。通稱小三郎。

## 生平
在永祿元年（1558年）出生（有異説），家中嫡男。元龜元年（1570年），父親安治病死，以叔父吉親和重宗為後見役，在年輕時就繼任家督。
別所氏在很早期就順從織田信長，繼任家督的長治亦在天正3年（1575年）10月謁見信長（以年齢來推測，應該在這段時期元服，名字中的「長」字亦是信長的偏諱），翌年都在新年時探訪信長。信長在壓制中國地方的毛利氏時，長治與其呼應並擔任先鋒，但是對成為中國方面總司令官的羽柴秀吉不滿，於是響應丹波國的波多野秀治（妻子的娘家）而反抗信長（雖然長治本人亦抱持不滿，但是更重要的是受到叔父吉親影響）。與多數周邊勢力合作，進攻不順從的勢力，於是東播磨國一帶成為反織田勢力。
因此長治被受到信長命令的秀吉進攻。長治在三木城籠城並徹底抗戰，令秀吉感到相當麻煩，後來更有荒木村重的謀反和毛利氏的援軍等良好條件，一度撃退織田軍，不久後遭到秀吉使用切斷兵糧運輸線（三木の干し殺し）的戰法所影響（三木合戰），神吉城和志方城等支城陷落，亦失去毛利氏的援軍，於是在籠城2年後的天正8年（1580年），以放過城內士兵的性命為條件，與妻子和兄弟一同自殺。介錯是家臣三宅治忠。享年23歲（『信長公記』中記載是26歲）。
辭世句是。法名「英應院殿剛覺性金大居士」。

## 死後
部份系圖記載，別所重宗的嫡子吉治（後來的八木藩藩主）是長治的兒子，在城池陷落之際逃出。
根據『北攝三田之歷史』（北康利著）等介紹的史料『上津畑之庄茶臼山記』中記載，家臣後藤基國（後藤基次（又兵衛）的父親）讓長治的兒子千代丸（當時8歲）與乳母、家臣一同逃到上津城，千代丸在該城被攻陷後務農。

三木城城跡的上之丸公園中有辭世的歌碑，以及近年當地的國際獅子會寄贈的長治騎馬武者石像。

## 墓所、靈廟
- 雲龍寺（首塚）：三木市上之丸町

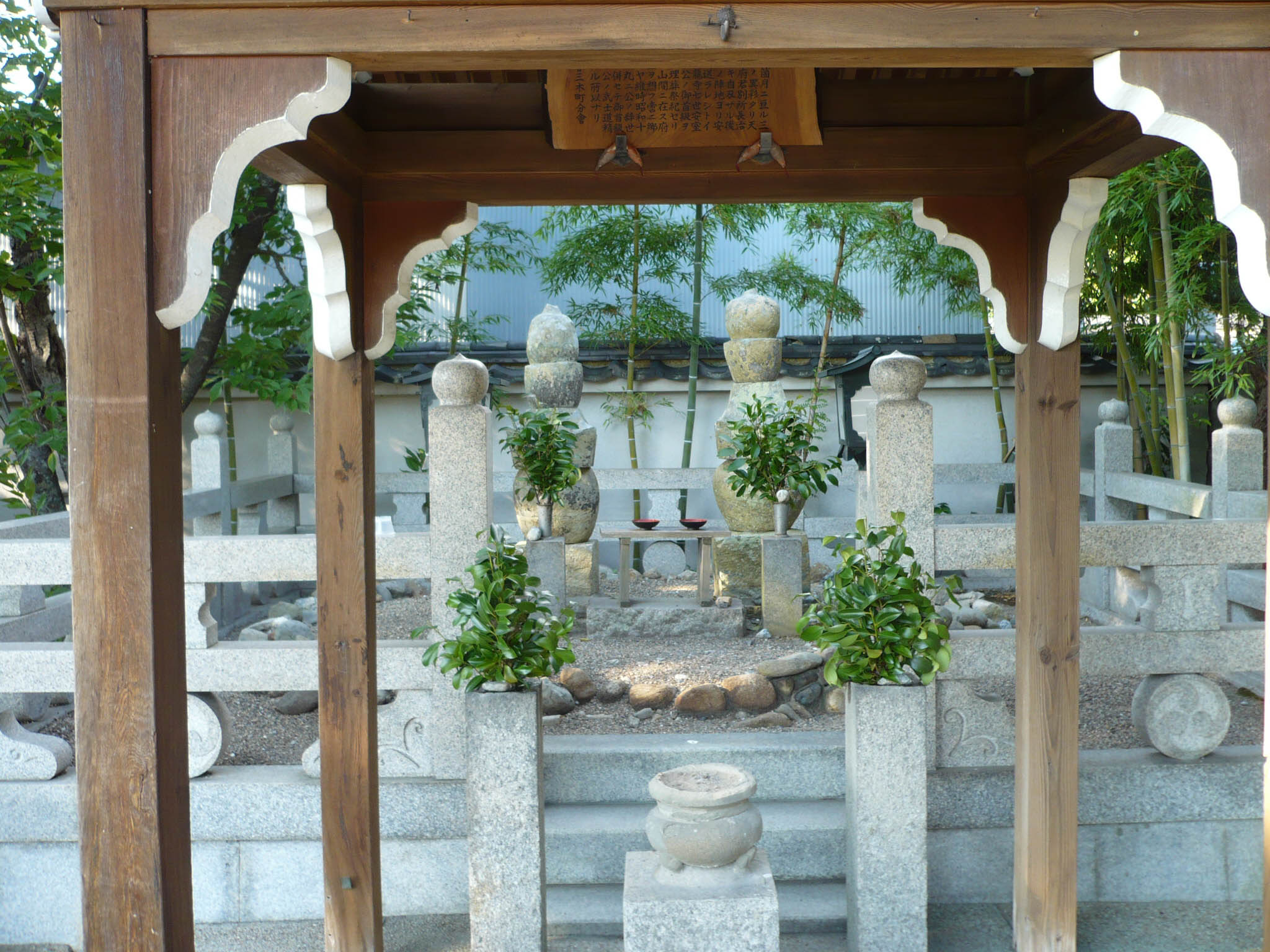
別所長治夫妻的首塚（雲龍寺）

在毎年的1月17日（長治的死忌）都會有法事，因為有飢餓的城兵進食秸稈的故事，所以會供奉與秸稈相似的烏冬。
- 法界寺（靈廟、別所家菩提寺）：三木市別所町東這田

在4月17日有追悼法事，會舉行講解當時合戰情況的「三木合戰繪解」。
此外毎年5月5日會有記念長治的「別所公春祭」，在辭世句的歌碑前舉行歌碑祭，並有「武者行列」等的活動。

## 登場作品
小説
- （作者：玉岡かおる）
- （收錄在短編集。作者：司馬遼太郎）
- （收錄在短編集。作者：野中信二）
- （作者：中路啓太）
- （收錄在短編集。作者：津本陽）
- （收錄在短編集。作者：羽山信樹）